# Cratere Hall (Luna)
Hall è un cratere lunare di 31,77 km situato nella parte nord-orientale della faccia visibile della Luna.
Il cratere è dedicato all'astronomo statunitense Asaph Hall.

## Crateri correlati
Alcuni crateri minori situati in prossimità di Hall sono convenzionalmente identificati, sulle mappe lunari, attraverso una lettera associata al nome.
| Hall | Coordinate            | Diametro (in km) |
| ---- | --------------------- | ---------------- |
| C    | 34°42′36″N 35°52′48″E | 5,7              |
| J    | 35°28′12″N 36°54′00″E | 7,55             |
| K    | 35°34′12″N 34°15′36″E | 7,21             |
| X    | 35°42′00″N 37°49′48″E | 4                |
| Y    | 36°20′24″N 36°56′24″E | 3,69             |